# Exogena krafter
De krafter som strävar efter att utjämna höjdskillnaderna på jordytan kallas exogena krafter. En exogen kraft är erosion, det vill säga nedbrytning av jorden. De exogena kraftprocesserna kan bryta ner och utjämna landytan till en nästan platt yta, ett peneplan. Energin till dessa processer tillförs främst utifrån rymden i form av solstrålning. Exogena krafter är motsatsen till endogena krafter.

## Exempel på exogena krafter
- Vittring
- Erosion (nötning)
- Sluttningsprocesser
- Vind
- Klimat (stark hetta exempelvis).